# Flåtjärnen (Floda socken, Dalarna)
Flåtjärnen är en sjö i Gagnefs kommun i Dalarna och ingår i Norrströms huvudavrinningsområde. Sjön har en area på 0,168 kvadratkilometer och ligger 246,2 meter över havet.

## Delavrinningsområde
Flåtjärnen ingår i det delavrinningsområde (669521-143924) som SMHI kallar för Inloppet i Tyren. Medelhöjden är 266 meter över havet och ytan är 4,29 kvadratkilometer. Det finns ett avrinningsområde uppströms, och räknas det in blir den ackumulerade arean 41,84 kvadratkilometer. Norrboån (Tyrsån) som avvattnar avrinningsområdet har biflödesordning 4, vilket innebär att vattnet flödar genom totalt 4 vattendrag innan det når havet efter 305 kilometer. Avrinningsområdet består mestadels av skog (46 procent) och sankmarker (34 procent). Avrinningsområdet har 0,17 kvadratkilometer vattenytor vilket ger det en sjöprocent på 4 procent.